# EN 166
La norme EN 166 Protection individuelle de l'œil - Spécifications, est une norme à utiliser pour créer et vérifier les dispositifs de protection des yeux.
La norme EN 166 est publiée pour la première fois en 1995.
La norme EN 166 est traduite en français, devenant ainsi la norme NF EN 166[source insuffisante].
Avec l'urgence sanitaire Covid-19, la norme EN 166 est devenue l'une des normes les plus utilisées pour la qualification d'équipement de protection individuelle[réf. nécessaire]

## Exigences principales de la norme
La EN 166 adopte le schéma en 10 chapitres dans la division suivante :
1. Objectif
2. Normes de référence
3. Termes et définitions
4. Classification
  1. Fonction des protecteurs oculaires
  2. Types de protecteurs oculaires
5. Types d'oculaires
6. Désignation des filtres
7. Exigences de conception et de fabrication
  1. Construction générale
  2. Matériaux
  3. Bandeaux serre-tête
8. Exigences de base, particulières et facultatives
  1. Exigences de base
  2. Exigences particulières
  3. Exigences facultatives
9. Affectation des exigences, des programmes de test et de l'application
  1. Exigences et méthodes d'essai
  2. Programmes de test pour l'examen de type
10. Application de types de protecteurs oculaires
  1. Marquage
  2. Général
  3. Marquage de l'oculaire
  4. Marquage de la monture
  5. Marquage des protecteurs oculaires où le cadre et l'oculaire forment une seule unité
  6. Informations fournies par le fabricant

## Histoire
| Année | Description          |
| ----- | -------------------- |
| 1995  | EN 166 (1re édition) |
| 2001  | EN 166 (2e édition)  |